# Amazon Elastic File System
Amazon Elastic File System (Amazon EFS) és un servei d'emmagatzematge al núvol proporcionat per Amazon Web Services (AWS) dissenyat per proporcionar emmagatzematge de fitxers escalable, elàstic, concurrent amb algunes restriccions i encriptat per utilitzar-los amb els dos serveis al núvol d'AWS i recursos locals. Amazon EFS està dissenyat per poder créixer i reduir-se automàticament a mesura que s'afegeixen i s'eliminen fitxers. Amazon EFS admet el protocol de versions 4.0 i 4.1 (NFSv4) del sistema de fitxers de xarxa (NFS), i controla l'accés als fitxers mitjançant permisos POSIX (Portable Operating System Interface).

## Casos d'ús
Segons Amazon, els casos d'ús d'aquest servei de sistema de fitxers solen incloure repositoris de contingut, entorns de desenvolupament, granges de servidors web, directoris d'inici i aplicacions de big data.

## Coherència de les dades
Amazon EFS proporciona una semàntica de coherència oberta després de tancament que les aplicacions esperen de NFS.

## Disponibilitat
Amazon EFS està disponible a totes les regions públiques d'AWS almenys des del desembre de 2019.